# Curlytop
Curlytop er en amerikansk stumfilm fra 1924 af Maurice Elvey.

## Medvirkende
- Shirley Mason
- Wallace MacDonald som Bill Branigan
- Warner Oland som Shanghai Dan
- Diana Miller som Bessie
- George Kuwa som Wang Toy
- Ernie Adams som Sproggs
- Nora Hayden som Hilda
- Sharon Lynn som Annie